# Liste der Baudenkmäler in Itter (Düsseldorf)
Die Liste der Baudenkmäler in Itter (Düsseldorf) enthält die denkmalgeschützten Bauwerke auf dem Gebiet von Düsseldorf-Itter, Stadtbezirk 9, in Nordrhein-Westfalen. Diese Baudenkmäler sind in der Denkmalliste der Stadt Düsseldorf eingetragen; Grundlage für die Aufnahme ist das Denkmalschutzgesetz Nordrhein-Westfalen (DSchG NRW).

## Baudenkmäler
| Bild                                | Bezeichnung                         | Lage                         | Beschreibung | Bauzeit        | Eingetragen seit  | Denkmal- nummer |
| ----------------------------------- | ----------------------------------- | ---------------------------- | ------------ | -------------- | ----------------- | --------------- |
| weitere Bilder                      | St. Hubertus                        | Am Broichgraben 64 Karte     |              | 12. Jh., 1862  | 19. November 1982 | A 248           |
| Heiligenhäuschen (Düsseldorf-Itter) | Heiligenhäuschen (Düsseldorf-Itter) | Am Broichgraben o. Nr. Karte |              | Anfang 19. Jh. | 20. April 1993    | A 1260          |
| weitere Bilder                      | Wegekreuz                           | Am Broichgraben o. Nr. Karte |              | 1904           | 20. April 1993    | A 1259          |